# Peter Mráz (1985)
Peter Mráz (* 4. května 1985 Nové Zámky) je slovenský fotbalový obránce, od roku 2012 hráč českého klubu FC MAS Táborsko.
V létě roku 2009 přestoupil z FC Zenit Čáslav do SK Kladno.